# Sessiesleutel
Een sessiesleutel is een symmetrische sleutel die wordt gebruikt voor de encryptie van berichten in computersessies, meer in het bijzonder computernetwerken. Hoewel sessiesleutels het cryptosysteem als zodanig ingewikkelder maken, worden ze over het algemeen bewust gebruikt, bijvoorbeeld om de kans op het succes van zogeheten brute force-aanvallen, waarbij de aanvaller van buitenaf het op de gecodeerde informatie heeft voorzien, kleiner te maken. 
Daarnaast vereisen cryptische algoritmen over het algemeen een veilige verdeling van de afzonderlijke sleutels zoals sessiesleutels. Alleen asymmetrische cryptografie werkt hiervoor te langzaam. Dit is de reden dat deze laatste techniek vooral wordt gebruikt voor het verdelen van symmetrische sleutels over symmetrische algoritmen, zogeheten hybride cryptografie.
Net als alle andere cryptografische sleutels moeten sessiesleutels zodanig gekozen worden dat ze voor aanvallers niet te ontcijferen zijn. Verkeerd gekozen (dat wil zeggen, te makkelijk ontcijferbare) sessiesleutels behoren tot de meest gemaakte fouten bij het ontwerpen van cryptosystemen. 